# بيتكيارانتا
بيتكيارانتا (بالروسية: Питкяранта) هي إحدى مدن روسيا في الكيان الفدرالي الروسي جمهورية كاريليا.